# Forbregd/Lein
Forbregd/Lein är en tätort i Verdals kommun i Trøndelag fylke i mellersta Norge. Orten, som består av bebyggelse i de två sammanväxta orterna Forbregd och Lein, ligger där fylkesväg 6908 möter fylkesväg 6914, vid sidan av fylkesväg 759, norr om byn Stiklestad och nordöst om kommunens centralort Verdalsøra.